# آبگیر دره لیر سیراف
آبگیر دره لیر سیراف اثری تاریخی مربوط به سده‌های اولیه دوران‌های تاریخی پس از اسلام است و در شهرستان کنگان، بخش سیراف، شهر سیراف واقع شده و این اثر در تاریخ ۱۸ شهریور ۱۳۸۷ با شمارهٔ ثبت ۲۳۳۲۸ به‌عنوان یکی از آثار ملی ایران به ثبت رسیده است.